# Grand Prix Rakouska 2018
Grand Prix Rakouska 2018 (oficiálně Formula 1 Eyetime Großer Preis von Österreich 2018) se jela na okruhu Red Bull Ring ve Spielbergu v Rakousku dne 1. července 2018. Závod byl devátým v pořadí v sezóně 2018 šampionátu Formule 1.

## Kvalifikace
| Poř.                       | No. | Jezdec            | Konstruktér               | Časy v kvalifikaci | Časy v kvalifikaci | Časy v kvalifikaci | Pořadí na startu |
| Poř.                       | No. | Jezdec            | Konstruktér               | Q1                 | Q2                 | Q3                 | Pořadí na startu |
| -------------------------- | --- | ----------------- | ------------------------- | ------------------ | ------------------ | ------------------ | ---------------- |
| 1                          | 77  | Valtteri Bottas   | Mercedes                  | 1:04.175           | 1:03.756           | 1:03.130           | 1                |
| 2                          | 44  | Lewis Hamilton    | Mercedes                  | 1:04.080           | 1:03.577           | 1:03.149           | 2                |
| 3                          | 5   | Sebastian Vettel  | Ferrari                   | 1:04.347           | 1:03.544           | 1:03.464           | 6                |
| 4                          | 7   | Kimi Räikkönen    | Ferrari                   | 1:04.234           | 1:03.975           | 1:03.660           | 3                |
| 5                          | 33  | Max Verstappen    | Red Bull Racing-TAG Heuer | 1:04.273           | 1:04.001           | 1:03.840           | 4                |
| 6                          | 8   | Romain Grosjean   | Haas-Ferrari              | 1:04.242           | 1:04.059           | 1:03.892           | 5                |
| 7                          | 3   | Daniel Ricciardo  | Red Bull Racing-TAG Heuer | 1:04.723           | 1:04.403           | 1:03.996           | 7                |
| 8                          | 20  | Kevin Magnussen   | Haas-Ferrari              | 1:04.460           | 1:04.291           | 1:04.051           | 8                |
| 9                          | 55  | Carlos Sainz Jr.  | Renault                   | 1:04.948           | 1:04.561           | 1:04.725           | 9                |
| 10                         | 27  | Nico Hülkenberg   | Renault                   | 1:04.864           | 1:04.676           | 1:05.019           | 10               |
| 11                         | 31  | Esteban Ocon      | Force India-Mercedes      | 1:05.148           | 1:04.845           |                    | 11               |
| 12                         | 10  | Pierre Gasly      | Scuderia Toro Rosso-Honda | 1:05.011           | 1:04.874           |                    | 12               |
| 13                         | 16  | Charles Leclerc   | Sauber-Ferrari            | 1:04.967           | 1:04.979           |                    | 17               |
| 14                         | 14  | Fernando Alonso   | McLaren-Renault           | 1:04.965           | 1:05.058           |                    | PL               |
| 15                         | 18  | Lance Stroll      | Williams-Mercedes         | 1:05.264           | 1:05.286           |                    | 13               |
| 16                         | 2   | Stoffel Vandoorne | McLaren-Renault           | 1:05.271           |                    |                    | 14               |
| 17                         | 11  | Sergio Pérez      | Force India-Mercedes      | 1:05.279           |                    |                    | 15               |
| 18                         | 35  | Sergej Sirotkin   | Williams-Mercedes         | 1:05.322           |                    |                    | 16               |
| 19                         | 28  | Brendon Hartley   | Scuderia Toro Rosso-Honda | 1:05.366           |                    |                    | 19               |
| 20                         | 9   | Marcus Ericsson   | Sauber-Ferrari            | 1:05.479           |                    |                    | 18               |
| 107% času vítěze: 1:08.565 |     |                   |                           |                    |                    |                    |                  |
| Zdroj:                     |     |                   |                           |                    |                    |                    |                  |

Poznámky
1. ↑  Sebastian Vettel obdržel trest posunu o 3 místa vzad kvůli blokování Carlose Sainze Jr. v druhé části kvalifikace.
2. ↑  Charles Leclerc obdržel trest posunu o 5 míst vzad kvůli neplánované výměně převodovky.
3. ↑  Fernando Alonso startoval z boxové uličky kvůli nové specifikaci předního křídla.
4. ↑  Brendon Hartley obdržel trest posunu o 35 míst vzad za překročení počtu povolených pohonných jednotek.

## Závod
| Poř.   | No. | Jezdec            | Konstruktér               | Počet kol | Čas/Odstoupení      | Pořadí na startu | Body |
| ------ | --- | ----------------- | ------------------------- | --------- | ------------------- | ---------------- | ---- |
| 1      | 33  | Max Verstappen    | Red Bull Racing-TAG Heuer | 71        | 1:21:56.024         | 4                | 25   |
| 2      | 7   | Kimi Räikkönen    | Ferrari                   | 71        | +1.504              | 3                | 18   |
| 3      | 5   | Sebastian Vettel  | Ferrari                   | 71        | +3.181              | 6                | 15   |
| 4      | 8   | Romain Grosjean   | Haas-Ferrari              | 70        | +1 kolo             | 5                | 12   |
| 5      | 20  | Kevin Magnussen   | Haas-Ferrari              | 70        | +1 kolo             | 8                | 10   |
| 6      | 31  | Esteban Ocon      | Force India-Mercedes      | 70        | +1 kolo             | 11               | 8    |
| 7      | 11  | Sergio Pérez      | Force India-Mercedes      | 70        | +1 kolo             | 15               | 6    |
| 8      | 14  | Fernando Alonso   | McLaren-Renault           | 70        | +1 kolo             | PL               | 4    |
| 9      | 16  | Charles Leclerc   | Sauber-Ferrari            | 70        | +1 kolo             | 17               | 2    |
| 10     | 9   | Marcus Ericsson   | Sauber-Ferrari            | 70        | +1 kolo             | 18               | 1    |
| 11     | 10  | Pierre Gasly      | Scuderia Toro Rosso-Honda | 70        | +1 kolo             | 12               |      |
| 12     | 55  | Carlos Sainz Jr.  | Renault                   | 70        | +1 kolo             | 9                |      |
| 13     | 35  | Sergej Sirotkin   | Williams-Mercedes         | 69        | +2 kola             | 16               |      |
| 14     | 18  | Lance Stroll      | Williams-Mercedes         | 69        | +2 kola             | 13               |      |
| 15     | 2   | Stoffel Vandoorne | McLaren-Renault           | 65        | Poškození po kolizi | 14               |      |
| Ret    | 44  | Lewis Hamilton    | Mercedes                  | 62        | Tlak paliva         | 2                |      |
| Ret    | 28  | Brendon Hartley   | Scuderia Toro Rosso-Honda | 54        | Hydraulika          | 19               |      |
| Ret    | 3   | Daniel Ricciardo  | Red Bull Racing-TAG Heuer | 53        | Čerpadlo            | 7                |      |
| Ret    | 77  | Valtteri Bottas   | Mercedes                  | 13        | Hydraulika          | 1                |      |
| Ret    | 27  | Nico Hülkenberg   | Renault                   | 11        | Motor               | 10               |      |
| Zdroj: |     |                   |                           |           |                     |                  |      |

Poznámky
1. ↑  Lance Stroll obdržel trest přičtení 10 sekund k času v cíli za ignorování modrých vlajek.
2. ↑  Stoffel Vandoorne odstoupil ze závodu, ale byl klasifikován, protože odjel více než 90 % délky závodu.

## Průběžné pořadí po závodě
Pohár jezdců
|   | Pořadí | Jezdec           | Body |
| - | ------ | ---------------- | ---- |
| 1 | 1      | Sebastian Vettel | 146  |
| 1 | 2      | Lewis Hamilton   | 145  |
| 2 | 3      | Kimi Räikkönen   | 101  |
| 1 | 4      | Daniel Ricciardo | 96   |
| 1 | 5      | Max Verstappen   | 93   |

Pohár konstruktérů
|   | Pořadí | Konstruktér               | Body |
| - | ------ | ------------------------- | ---- |
| 1 | 1      | Ferrari                   | 247  |
| 1 | 2      | Mercedes                  | 237  |
|   | 3      | Red Bull Racing-TAG Heuer | 189  |
|   | 4      | Renault                   | 62   |
| 1 | 5      | Haas-Ferrari              | 49   |